# Накаміті Хітомі
Накаміті Хітомі  (яп. 中道 瞳, 18 вересня 1985) — японська волейболістка, олімпійська медалістка.

## Виступи на Олімпіадах
| Олімпіада   | Дисципліна | Місце |
| ----------- | ---------- | ----- |
| Лондон 2012 | волейбол   | 3     |